# Emiliano Ozuna
Emiliano Ariel Ozuna (n. Magdalena, Provincia de Buenos Aires, Argentina; 9 de febrero de 1996) es un futbolista argentino. Juega de delantero y su equipo actual es Deportivo Maipú de la Primera Nacional.

## Trayectoria
Ozuna se sumó a las inferiores de Estudiantes de La Plata en 2009. Seis años más tarde, hizo su debut profesional el 20 de julio de 2015 en la victoria por 1-2 a Crucero del Norte, ingresando a los 80 minutos por Carlos Auzqui.
Después de no tener minutos entre 2016 y 2017, Ozuna se fue a préstamo a Temperley en febrero de 2017. Su primera aparición llegó el 12 de marzo contra Tigre, mientras que convirtió por primera vez el 30 de junio frente a Sportivo Las Parejas por Copa Argentina. 
Su cesión finalizó en julio de 2018, regresó al equipo platense, pero rápidamente volvió a irse a préstamo, esta vez a Aldosivi. Jugó su primer partido el 26 de agosto frente a Lanús, y se estrenó en las redes el 26 de octubre frente a San Martín de Tucumán.
En junio de 2019 rescindió contrató con Estudiantes de La Plata y se incorporó al Celaya Fútbol Club de México.
Luego fue contratado por Sol de América de Paraguay y Deportivo Maipú de la Primera Nacional de Argentina.

## Clubes
| Club                    | País      | Año            |
| ----------------------- | --------- | -------------- |
| Estudiantes de La Plata | Argentina | 2009 - 2019    |
| Temperley (cedido)      | Argentina | 2017 - 2018    |
| Aldosivi (cedido)       | Argentina | 2018 - 2019    |
| Celaya FC               | México    | 2019 - 2021    |
| Sol de América          | Paraguay  | 2021 - 2022    |
| Deportivo Maipú         | Argentina | 2023 - Actual. |

## Estadísticas

### Clubes
Actualizado al último partido disputado el 27 de julio de 2025.

| Estudiantes de La Plata Argentina |                     |                     |     |   |   |   |   |    |     |    |
| 1.ª | 2015                | 3                   | 0   | - | - | - | - | 3  | 0   |    |
| 1.ª | 2016                | 0                   | 0   | - | - | - | - | 0  | 0   |    |
| 1.ª | 2016-17             | 0                   | 0   | - | - | - | - | 0  | 0   |    |
| Total club | Total club          | 3                   | 0   | 0 | 0 | - | - | 3  | 0   |    |
| Temperley Argentina |                     |                     |     |   |   |   |   |    |     |    |
| 1.ª | 2016-17             | 15                  | 0   | 0 | 0 | - | - | 15 | 0   |    |
| 1.ª | 2017-18             | 19                  | 2   | 2 | 1 | - | - | 21 | 3   |    |
| Total club | Total club          | 34                  | 2   | 2 | 1 | - | - | 36 | 3   |    |
| Aldosivi Argentina |                     |                     |     |   |   |   |   |    |     |    |
| 1.ª | 2018-19             | 10                  | 1   | 1 | 0 | - | - | 11 | 1   |    |
| Total club | Total club          | 10                  | 1   | 1 | 0 | - | - | 11 | 1   |    |
| Celaya FC · México |                     |                     |     |   |   |   |   |    |     |    |
| 2.ª | 2020                | 15                  | 0   | 4 | 0 | - | - | 19 | 0   |    |
| 2.ª | 2021                | 27                  | 1   | 0 | 0 | - | - | 27 | 1   |    |
| Total club | Total club          | 42                  | 1   | 4 | 0 | - | - | 46 | 1   |    |
| Sol de América Paraguay |                     |                     |     |   |   |   |   |    |     |    |
| 1.ª | 2021                | 13                  | 0   | 0 | 0 | - | - | 13 | 0   |    |
| 1.ª | 2022                | 27                  | 3   | - | - | 1 | 0 | 28 | 3   |    |
| Total club | Total club          | 40                  | 3   | 0 | 0 | 1 | 0 | 41 | 3   |    |
| Deportivo Maipú Argentina |                     |                     |     |   |   |   |   |    |     |    |
| 2.ª | 2023                | 7                   | 0   | - | - | - | - | 7  | 0   |    |
| 2.ª | 2024                | 33                  | 1   | - | - | - | - | 33 | 1   |    |
| 2.ª | 2025                | 19                  | 1   | - | - | - | - | 19 | 1   |    |
| Total club | Total club          | 59                  | 2   | 0 | 0 | 0 | 0 | 59 | 2   |    |
| Total en su carrera | Total en su carrera | Total en su carrera | 188 | 9 | 7 | 1 | 1 | 0  | 196 | 10 |
| (1) Las copas nacionales se refiere a la Copa Argentina y a la Copa de la Superliga. (2) Las copas internacionales se refiere a la Copa Libertadores y a la Copa Sudamericana. |                     |                     |     |   |   |   |   |    |     |    |